# Петров, Александр Петрович (лётчик-испытатель)
Алекса́ндр Петро́вич Петро́в (22 декабря 1952, Липецк — 22 июня 2017, там же) — советский и российский военный лётчик, лётчик-испытатель I класса, лётчик-снайпер, Заслуженный военный лётчик Российской Федерации, полковник (с 1991), Герой Российской Федерации (2008).

## Биография
Родился 22 декабря 1952 года в городе Липецке в семье военного лётчика.
По окончании в 1970 году средней школы № 16 города Вольска, поступил в Качинское высшее военное авиационное училище лётчиков, которое окончил с отличием в 1974 году.
Как отличник учёбы, лейтенант Петров по собственному желанию был направлен в 333-й отдельный смешанный авиационный полк 8-го Государственного НИИ ВВС в город Ахтубинск, где он проходил службу на должностях командира авиационного звена и заместителя командира авиационной эскадрильи по политической части. Летал на самолётах МиГ-21, МиГ-15, МиГ-17, оборудованных спецаппаратурой для испытаний наземных комплексов ПВО и РВСН, выполнив при этом 760 испытательных полётов.
Получил квалификации: «Военный лётчик 1-го класса», «Лётчик-испытатель авиационного полка ГНИКИ ВВС», «Инструктор парашютно-десантной подготовки», выполнил 130 прыжков с парашютом.
С 1976 по 1980 годы в Ахтубинске учился на вечернем факультете филиала «Взлёт» Московского авиационного института по специальности самолётостроение, получил диплом инженера-механика.
В 1982 году А. П. Петров поступил в 267 Центр подготовки лётчиков-испытателей (в/ч 47038), после окончания которого (в 1983 году) проходил службу в 1-м Научно-испытательном Управлении 8-го ГНИКИ ВВС (с 1990 года − 929 ГЛИЦ МО РФ).
С 1983 по 1994 годы прошёл путь от лётчика-испытателя до командира 1-й авиационной испытательной эскадрильи. В качестве ведущего лётчика-испытателя принимал участие в 78 различных испытаниях авиационной техники и вооружения, в том числе: в 6 государственных, 2 заводских (лётно-конструкторских), 8 научно-исследовательских, 41 специальном, 21 контрольном испытании.
Освоил самолёты: Л-39, мишени М-17, М-21, МиГ-23, МиГ-25, МиГ-27, МиГ-29, МиГ-31, Су-17, Су-24, Су-25, Су-27, Су-30, Су-33, Ан-72р и их модификации.
В двух испытательных полётах из-за отказов авиационной техники был вынужден катапультироваться (в 1984 году из самолёта МиГ-23МЛДГ из-за отказа топливной автоматики, в 1987 году из самолёта-мишени М-21М из-за отказа двигателя).
Принимал участие в различных показах маневренных возможностей самолётов Су-25, МиГ-29, Су-27. В 1991-м году в составе группы лётчиков-испытателей от 929-го ГЛИЦ выполнил перелёт на МиГ-29 из Ахтубинска в Малайзию, где выполнял демонстрационные полёты на международной выставке «ЛИМА-91».
С 1994 по 2001 год проходил службу в 4-м Центре боевого применения и переучивания лётного состава в городе Липецке в должности старшего лётчика-исследователя — начальника отдела боевого применения истребительной авиации.
В 1995 году принимал участие в совместных лётно-тактических учениях в Южно-Африканской Республике, где проводил воздушные бои на самолёте Су-27М (Су-35) против лётчиков ЮАР на самолётах «Мираж Р-3» и все воздушные бои выиграл.
В 1996 году А. П. Петрову была присвоена квалификация «Военный лётчик-снайпер». Являясь инструктором по всем видам лётной подготовки, неоднократно помогал восстанавливать утраченные навыки лётного состава различных частей ВВС.
В 2000 году участвовал в боевых действиях на территории Чеченской Республики.
В марте 2000 года как один из наиболее подготовленных лётчиков ВВС обеспечивал перелёт Президента Российской Федерации из Краснодара в Грозный и обратно, выполняя полёт на самолёте сопровождения СУ-27УБ и перевозя на своём борту аппаратуру специальной связи.
17 мая 2001 года при подготовке к авиашоу Су-27 загорелся над левобережьем Липецка. Несмотря на отказ СДУ, лётчик сумел отвести самолет сначала от Липецка, а затем и от деревень Нарышкино и Васильевка. И только после этого катапультировался практически на критической отметке — 600 метров до земли.
С 2001 года полковник Петров проходил службу в должности старшего лётчика-испытателя — заместителя начальника по лётно-испытательной работе 485 Военного представительства МО РФ на Комсомольском-на-Амуре авиационном производственном объединении им. Ю.Гагарина (КнААПО). Выполнял полёты на самолётах Су-17, Су-22, Су-27, Су-30, Су-33, Бе-103, выпускаемых на КнААПО. Выполнял регулярные перегоны самолётов СузоМКК по контрактным поставкам в Китайскую Народную Республику. Выполнял приёмно-сдаточные испытания самолётов по Государственному оборонному заказу для российских ВВС и ВМФ.
21 февраля 2008 года, Указом Президента Российской Федерации № 230, за мужество и героизм, проявленные при испытаниях авиационной техники и вооружения, Александру Петровичу Петрову было присвоено звание Героя Российской Федерации. На торжественной церемонии в Кремле ему был вручён знак особого отличия — медаль «Золотая Звезда».
За всё время лётной работы, с 1972 года по 2009 год, имеет общий налёт 4000 часов, выполнил более 5000 полётов, из них на испытания 2200 с налётом 2100 часов. С 2009 года А. П. Петров в запасе.
Жил в Липецке, где и скончался после тяжёлой болезни 22 июня 2017 года.

## Награды
- Герой Российской Федерации — за мужество и героизм, проявленное при испытаниях авиационной техники и вооружения" (Указ Президента РФ № 230 от 21 февраля 2008 года);
- орден Мужества — за мужество, отвагу и самоотверженность, проявленные при исполнении воинского долга" (Указ Президента РФ № 1293 от 6 ноября 2001 года);
- юбилейная медаль «60 лет Вооружённых Сил СССР» — (Указ ПВС СССР от 28 января 1978 года);
- юбилейная медаль «70 лет Вооружённых Сил СССР» — (Указ ПВС СССР от 28 января 1988 года);
- медаль «За воинскую доблесть» — (Приказ МО РФ № 241 от 22 марта 2006 года);
- медаль «За безупречную службу» I степени — (Приказ МО СССР № 2 от 9 января 1991 года);
- медаль «За безупречную службу» II степени — (Приказ МО СССР № 2 от 11 января 1988 года);
- медаль «За безупречную службу» III степени — (Приказ МО СССР № 13 от 14 января 1981 года);
- медаль «200 лет Министерству обороны» — (Приказ МО РФ № 300 от 30 августа 2002 года);
- медаль «Маршал авиации И. Н. Кожедуб» — (Приказ ГШ ВВС № 23 от 18 августа 2003 года);
- знак отличия военнослужащих военных представительств МО РФ;
- медаль «Во Славу Липецкой области».

### Звания и квалификации
- воинское звание «полковник» — (8 января 1991 года);
- лётчик-снайпер;
- лётчик-испытатель I класса;
- Заслуженный военный лётчик Российской Федерации — за особые заслуги в освоении авиационной техники, высокие показатели в воспитании и обучении летных кадров и многолетнюю безаварийную работу в военной авиации" (Указ Президента РФ № 1084 от 11 сентября 1998 года);
- инструктор-парашютист;
- ветеран боевых действий;
- ветеран военной службы;
- ветеран труда.

### Другие награды
- общественные медали;
- именное боевое оружие «пистолет Макарова (ПМ)» — за образцовое выполнение воинского долга и профессиональное мастерство, проявленное в ходе авиационно-тактических учений с летчиками ЮАР, что способствовало росту мирового престижа Вооруженных Сил Российской Федерации" (приказ МО РФ № 345 от 23 октября 1995 года).